# Пенештром
54°04′11″ пн. ш. 13°47′37″ сх. д. / 54.069722222222° пн. ш. 13.793611111111° сх. д.
Пенештром (нім. Peenestrom) — протока Балтійського моря в землі Мекленбург-Передня Померанія, що відокремлює острів Узедом від материка. 
Має довжину трохи понад 20 км і, є найзахіднішим із трьох гирл (разом із Свіною та Дзівною), що з’єднує Щецинську лагуну з відкритим Балтійським морем. 
Власне кажучи, шестикілометрова ділянка від лагуни до дельти лиману Пене називається не Пенештром, а Дер-Штром.
Пенештром має кілька акваторій, деякі великі, такі як Ахтервассер і Круммінер-Вік, обидва з яких простягаються далеко вглиб острова Узедом на східній стороні Пенештрома, і Шпандоверхагенер-Вік на західній стороні. 
На Пенештромі є кілька островів, наприклад Гросер і Кляйнер-Вотіг та Клайнер-Рорплан.

## Назва
Пенештром здобув свою назву від річки Пене, що впадає на схід від Анклама невеликою дельтою. 
Після Пене, Цизе є другою за величиною річкою, яка впадає в Пенештром. Часом на Пенестромі бувають сильні течії, оскільки сильні північні та північно-східні вітри наганяють водні маси з Балтійського моря в лагуну, а потім знову стікають.
У середні віки Пенештром мав назву Лютензе, також Лютенце, Лютенца, на захід від Узедома 
Ймовірно, ця назва походить від слов’янського слова ljutъ , що означає «лютий» або «жорстокий». 

## Трафік
Крім морського порту Вольгаст, на Пенештромі також розташовані колишній військовий порт Пенемюнде, рибальський порт Фрест і порти Карлсгаген і Лассан. 
Пенештром є популярним районом вітрильного спорту, на ньому є різні невеликі причали, зокрема у Фресті, Кресліні, Пенемюнде, Карлсгагені, Циновіці, Вольгасті, Крумміні та Зауцині.
До кінця 2009 року фарватер у північній частині Пенештрома був поглиблений до 7,5 м як морський водний шлях. 
Це поглиблення дозволяє суднам з корисним навантаженням 2000 TEU або 3500 тонн подорожувати з Балтійського моря через Ландтіфа, Грайфсвальдер-Бодден та Кнакрюккенринне 

до порту Вольгаст. 

Фарватер на південь від Вольгаста був встановлений на рівні 2,5 м. 

## Перетин
У Зегеріні (район міста Узедом) через Пенештром споруджено сталевий ґратчастий автомобільний міст, середня частина якого спроектована як розкривний міст. 
У Вольгасті Пенебрюкке-Вольгаст, комбінований залізнично-автомобільний міст, побудований наприкінці 1990-х років, сполучає материк з островом Узедом, що також розроблений як розкривний міст. 
Обидва мости відкриваються кілька разів на день у встановлений час, дозволяючи пройти судам. 
Ще один міст у Вольгасті знаходиться на стадії планування.
Пасажирський пором, що також перевозить велосипеди, перетинає Пенештром між Пенемюнде та Фрест/Крослін, інший курсує між Карнін і Камп.
Поблизу району Узедом у Карніні, посеред Пенештрома, є залишки залізничного розкривного мосту як пам'ятка колишньої залізничної лінії Берлін — Свінемюнде (1876–1945), що вважався технічним шедевром у часи його побудови через довжину та конструкцію. 
Під час Другої світової війни пандуси, що вели до розкривного мосту з обох боків, були підірвані відступаючим німецьким Вермахтом. Неушкодженим залишився лише сам розкривний міст.
Дві двосистемні високовольтні лінії 110 кВ перетинають Пенештром між Кросліном і Пенемюнде та між Кампом і Карніном.

## Природа
Пенештром є важливим місцем гніздування для водоплавних птахів: орлан-білохвіст, чаплі, баклани та крячки. 
Гирло Пене з його прибережним мілководдям і численними піщаними берегами, а також півострів Струк та острів Руден ще в 1925 році були визнані природним заповідником через велику кількість птахів.